# Њатарнареа (Тулћа)
Њатарнареа (рум. Neatârnarea) насеље је у Румунији у округу Тулћа у општини Беидауд. Oпштина се налази на надморској висини од 197 m.

## Становништво
Према подацима из 2002. године у насељу је живело 578 становника, од којих су сви румунске националности.